# Regeringen Dăncilă
Regeringen Dăncilă var Rumäniens regering mellan 29 januari 2018 och 4 November 2019. Det var en koalitionsregering bestående av Socialdemokratiska partiet (PSD) och Alliansen liberaler och demokrater (ALDE). Regeringen leddes av premiärminister Viorica Dăncilă. Regeringen Dăncilă ersatte den tidigare regeringen Tudose och ett flertal ministrar följde med från denna. Regeringen efterträddes av Regeringen Orban I.

## Sammansättning
| Bild                  | Titel                                                                           | Namn                   | Parti | Parti     | Tillträdde       | Avgick           |
| --------------------- | ------------------------------------------------------------------------------- | ---------------------- | ----- | --------- | ---------------- | ---------------- |
|                       | Premiärminister                                                                 | Viorica Dăncilă        |       | PSD       | 29 januari 2018  |                  |
| Vice premiärministrar |                                                                                 |                        |       |           |                  |                  |
|                       | Vice premiärminister och regionminister                                         | Paul Stănescu          |       | PSD       | 29 januari 2018  |                  |
|                       | Vice premiärminister och miljö- och klimatminister                              | Grațiela Gavrilescu    |       | ALDE      | 29 januari 2018  |                  |
|                       | Vice premiärminister utan portfölj                                              | Viorel Ștefan          |       | PSD       | 29 januari 2018  |                  |
|                       | Vice premiärminister och minister för implementering av strategiska partnerskap | Ana Birchall           |       | PSD       | 29 januari 2018  |                  |
| Ministrar             |                                                                                 |                        |       |           |                  |                  |
|                       | Inrikesminister                                                                 | Carmen Dan             |       | PSD       | 29 januari 2018  |                  |
|                       | Finansminister                                                                  | Eugen Teodorovici      |       | PSD       | 29 januari 2018  |                  |
|                       | Jordbruksminister                                                               | Petre Daea             |       | PSD       | 29 januari 2018  |                  |
|                       | Utrikesminister                                                                 | Teodor Meleșcanu       |       | ALDE      | 29 januari 2018  | 15 juli 2019     |
|                       | Utrikesminister                                                                 | Ramona Mănescu         |       | oberoende | 24 juli 2019     | 4 november 2019  |
|                       | Justitieminister                                                                | Tudorel Toader         |       | oberoende | 29 januari 2018  |                  |
|                       | Justitieminister                                                                | Ana Birchall           |       | PSD       | 7 juni 2019      | 4 november 2019  |
|                       | Försvarsminister                                                                | Mihai Fifor            |       | PSD       | 29 januari 2018  | 20 november 2018 |
|                       | Försvarsminister                                                                | Gabriel Leș            |       | PSD       | 20 november 2018 | 4 november 2019  |
|                       | Ekonomiminister                                                                 | Dănuț Andrușcă         |       | PSD       | 29 januari 2018  |                  |
|                       | Kommunikationsminister och minister för informationssamhället                   | Bogdan Cojocaru        |       | PSD       | 29 januari 2018  |                  |
|                       | Hälsominister                                                                   | Sorina Pintea          |       | PSD       | 29 januari 2018  |                  |
|                       | Utbildningsminister                                                             | Valentin Popa          |       | PSD       | 29 januari 2018  |                  |
|                       | Arbetsmarknads- och socialminister                                              | Lia Olguța Vasilescu   |       | PSD       | 29 januari 2018  |                  |
|                       | Minister för europeiska fonder                                                  | Rovana Plumb           |       | PSD       | 29 januari 2018  |                  |
|                       | Transport- och infrastrukturminister                                            | Lucian Șova            |       | PSD       | 29 januari 2018  |                  |
|                       | Kulturminister                                                                  | George Ivașcu          |       | oberoende | 29 januari 2018  |                  |
|                       | Ungdoms- och idrottsminister                                                    | Ioana Bran             |       | PSD       | 29 januari 2018  |                  |
|                       | Energiminister                                                                  | Anton Anton            |       | ALDE      | 29 januari 2018  |                  |
|                       | Turismminister                                                                  | Bogdan Trif            |       | PSD       | 29 januari 2018  |                  |
|                       | Minister för forskning och innovation                                           | Nicolae Burnete        |       | PSD       | 29 januari 2018  |                  |
|                       | Vatten- och skogsminister                                                       | Ioan Deneș             |       | PSD       | 29 januari 2018  |                  |
|                       | Minister för företagsklimat, kommers och entreprenörskap                        | Radu Oprea             |       | PSD       | 29 januari 2018  |                  |
| Biträdande ministrar  |                                                                                 |                        |       |           |                  |                  |
|                       | Biträdande minister för relationen till rumäner utomlands                       | Natalia-Elena Intotero |       | PSD       | 29 januari 2018  |                  |
|                       | Biträdande minister för relationen till parlamentet                             | Viorel Ilie            |       | ALDE      | 29 juni 2017     |                  |
|                       | Biträdande minister för europeiska frågor                                       | Victor Negrescu        |       | PSD       | 29 januari 2018  |                  |